# Federico Guglielmo di Solms-Braunfels (1770-1814)
Principe Federico Guglielmo di Solms-Braunfels (Braunfels, 22 ottobre 1770 – Sławięcice, 13 aprile 1814) fu un maggior generale prussiano. Era il quarto figlio maschio di Ferdinando Guglielmo Ernesto, II principe di Solms-Braunfels (1721–1783) e della Contessa Sofia Cristina Guglielmina di Solms-Laubach (1741–1772).

## Biografia
Diventò principalmente noto per il suo matrimonio con la Principessa Federica di Meclemburgo-Strelitz. Federica era la vedova del Principe Luigi Carlo di Prussia (1773–1796). Quando ella rimase incinta nel 1798, egli la sposò in modo da evitare uno scandalo. La bambina morì subito dopo la nascita. Federico Guglielmo fu accusato di essere fortemente incline al consumo di alcol e dovette abbandonare il servizio militare nel 1805 per motivi di salute. Egli, inoltre, perse il suo reddito e anche suo fratello consigliò Federica di divorziare. Ella fu inizialmente contraria, ma quando nel 1813, conobbe Ernesto Augusto I di Hannover (1771–1851), anche lei volle il divorzio. Ma prima di poterlo ottenere, tuttavia, Federico Guglielmo morì, nel 1814 a Sławięcice.

## Matrimonio e figli
Dal suo matrimonio con Federica di Mecklenburg-Strelitz, nacquero il seguenti figli:
- Principessa Sofia di Solms-Braunfels (nata: 27 febbraio 1799; morta: 20 ottobre 1799).[1]
- Figlio senza nome (* 1800 †).
- Figlio senza nome (* 1800 †).
- Principe Federico Guglielmo Enrico Casimiro Giorgio Carlo Massimiliano di Solms-Braunfels (1801–1868); sposò nel 1831 la Contessa Maria Anna Kinsky von Wchinitz und Tettau (1809–1892).
- Principessa Augusta Luisa di Solms-Braunfels (1804–1865); sposò nel 1827 il Principe Alberto di Schwarzburg-Rudolstadt (1798–1869).
- Principe Alessandro Federico Luigi di Solms-Braunfels (1807–1867); sposò nel 1863 la Baronessa Luisa di Landsberg-Velen (1835–1894).
- Principe Federico Guglielmo Carlo di Solms-Braunfels (1812–1875); fu sposato dal 1834-1841 (matrimonio morganatico) con Louise Beyrich, si risposò, nel 1845, con la Principessa Sofia di Löwenstein-Wertheim-Rosenberg (1814–1876).

## Ascendenza
|                                                |                                         |                                                          | Genitori                                            |  |  | Nonni |  |  | Bisnonni                                 |  |  | Trisnonni                               |  |
|                                                |                                         |                                                          |                                                     |  |  |       |  |  | Wilhelm Moritz, conte di Solms-Braunfels |  |  | Wilhelm II, conte di Solms-Greifenstein |  |
|                                                |                                         |                                                          |                                                     |  |  |       |  |  | Wilhelm Moritz, conte di Solms-Braunfels |  |  | Wilhelm II, conte di Solms-Greifenstein |  |
|                                                |                                         | Johannetta Sibylla zu Solms-Hohensolms                   |                                                     |  |  |       |  |  | Wilhelm Moritz, conte di Solms-Braunfels |  |  |                                         |  |
| Friedrich Wilhelm, principe di Solms-Braunfels |                                         |                                                          |                                                     |  |  |       |  |  | Wilhelm Moritz, conte di Solms-Braunfels |  |  |                                         |  |
|                                                |                                         | Magdalene Sophie von Hessen-Homburg                      | Wilhelm Christoph, langravio d'Assia-Homburg        |  |  |       |  |  |                                          |  |  |                                         |  |
|                                                |                                         | Magdalene Sophie von Hessen-Homburg                      | Wilhelm Christoph, langravio d'Assia-Homburg        |  |  |       |  |  |                                          |  |  |                                         |  |
|                                                |                                         | Magdalene Sophie von Hessen-Homburg                      | Sophie Eleonore von Hessen-Darmstadt                |  |  |       |  |  |                                          |  |  |                                         |  |
| Ferdinand, principe di Solms-Braunfels         |                                         | Magdalene Sophie von Hessen-Homburg                      |                                                     |  |  |       |  |  |                                          |  |  |                                         |  |
|                                                |                                         | Johann Ernst, principe di Nassau-Weilburg                | Friedrich, conte di Nassau-Weilburg                 |  |  |       |  |  |                                          |  |  |                                         |  |
|                                                |                                         | Johann Ernst, principe di Nassau-Weilburg                | Friedrich, conte di Nassau-Weilburg                 |  |  |       |  |  |                                          |  |  |                                         |  |
|                                                |                                         | Johann Ernst, principe di Nassau-Weilburg                | Christiane Elisabeth von Sayn-Wittgenstein-Homburg  |  |  |       |  |  |                                          |  |  |                                         |  |
| Magdalene Henriette von Nassau-Weilburg        |                                         | Johann Ernst, principe di Nassau-Weilburg                |                                                     |  |  |       |  |  |                                          |  |  |                                         |  |
|                                                |                                         | Maria Polyxena von Leiningen-Dagsburg-Hardenburg         | Friedrich Emich von Leiningen-Dagsburg-Hartenburg   |  |  |       |  |  |                                          |  |  |                                         |  |
|                                                |                                         | Maria Polyxena von Leiningen-Dagsburg-Hardenburg         | Friedrich Emich von Leiningen-Dagsburg-Hartenburg   |  |  |       |  |  |                                          |  |  |                                         |  |
|                                                |                                         | Maria Polyxena von Leiningen-Dagsburg-Hardenburg         | Sibylla von Waldeck-Wildungen                       |  |  |       |  |  |                                          |  |  |                                         |  |
| Friedrich Wilhelm, principe di Solms-Braunfels |                                         | Maria Polyxena von Leiningen-Dagsburg-Hardenburg         |                                                     |  |  |       |  |  |                                          |  |  |                                         |  |
|                                                | Friedrich Ernst, conte di Solms-Laubach | Johann Friedrich, conte di Solms-Laubach                 |                                                     |  |  |       |  |  |                                          |  |  |                                         |  |
|                                                | Friedrich Ernst, conte di Solms-Laubach | Johann Friedrich, conte di Solms-Laubach                 |                                                     |  |  |       |  |  |                                          |  |  |                                         |  |
|                                                | Friedrich Ernst, conte di Solms-Laubach | Benigna von Promnitz                                     |                                                     |  |  |       |  |  |                                          |  |  |                                         |  |
| Christian August, conte di Solms-Laubach       | Friedrich Ernst, conte di Solms-Laubach |                                                          |                                                     |  |  |       |  |  |                                          |  |  |                                         |  |
|                                                |                                         | Friederike Charlotte zu Stolberg-Gedern                  | Ludwig Christian, conte di Stolberg-Gedern          |  |  |       |  |  |                                          |  |  |                                         |  |
|                                                |                                         | Friederike Charlotte zu Stolberg-Gedern                  | Ludwig Christian, conte di Stolberg-Gedern          |  |  |       |  |  |                                          |  |  |                                         |  |
|                                                |                                         | Friederike Charlotte zu Stolberg-Gedern                  | Christine von Mecklenburg-Güstrow                   |  |  |       |  |  |                                          |  |  |                                         |  |
| Sophie Christine zu Solms-Laubach              |                                         | Friederike Charlotte zu Stolberg-Gedern                  |                                                     |  |  |       |  |  |                                          |  |  |                                         |  |
|                                                |                                         | Wolfgang Ernst I,principe di Isenburg-Büdingen-Birstein  | Wilhelm Moritz, conte di Isenburg-Büdingen-Birstein |  |  |       |  |  |                                          |  |  |                                         |  |
|                                                |                                         | Wolfgang Ernst I,principe di Isenburg-Büdingen-Birstein  | Wilhelm Moritz, conte di Isenburg-Büdingen-Birstein |  |  |       |  |  |                                          |  |  |                                         |  |
|                                                |                                         | Wolfgang Ernst I,principe di Isenburg-Büdingen-Birstein  | Anna Amalie zu Ysenburg-Büdingen                    |  |  |       |  |  |                                          |  |  |                                         |  |
| Elisabeth zu Isenburg-Büdingen-Birstein        |                                         | Wolfgang Ernst I,principe di Isenburg-Büdingen-Birstein  |                                                     |  |  |       |  |  |                                          |  |  |                                         |  |
|                                                |                                         | Friederike Elisabeth von Leiningen-Dagsbourg-Hartenbourg | Emich XIV, conte di Leiningen-Dagsbourg-Hartenbourg |  |  |       |  |  |                                          |  |  |                                         |  |
|                                                |                                         | Friederike Elisabeth von Leiningen-Dagsbourg-Hartenbourg | Emich XIV, conte di Leiningen-Dagsbourg-Hartenbourg |  |  |       |  |  |                                          |  |  |                                         |  |
|                                                |                                         | Friederike Elisabeth von Leiningen-Dagsbourg-Hartenbourg | Elisabeth Christine von der Pfalz-Zweibrücken       |  |  |       |  |  |                                          |  |  |                                         |  |
|                                                |                                         | Friederike Elisabeth von Leiningen-Dagsbourg-Hartenbourg |                                                     |  |  |       |  |  |                                          |  |  |                                         |  |